# 东下冯遗址
东下冯遗址是山西省夏县境内的一处古遗址，位于埝掌镇东下冯村东、北部。遗址发现于1959年，1974年至1979年进行发掘，分六期，一至四期为二里头文化东下冯类型，发现双层回字形壕沟。五至六期对应二里冈时期，发现城址。2001年列入第五批全国重点文物保护单位。